# Myoprocta acouchy
Myoprocta exilis · Acouchi commun, Acouchi de buffon
Espèce
Synonymes
- Myoprocta exilis (Wagler, 1831)
- voir texte

Statut de conservation UICN

 LC  : Préoccupation mineure
Myoprocta acouchy, Acouchi commun ou Acouchi de buffon, est une espèce de rongeurs d'Amérique du Sud. Cette espèce est aussi parfois appelée acouchi, tout court, ou encore agouti, par amalgame avec d'autres espèces voisines.
Cet acouchi dont la robe présente des nuances rouges ne doit pas être confondu avec l'espèce voisine, au pelage plus vert-olive (Myoprocta pratti) qui était autrefois nommé parfois Myoprocta agouti par certains auteurs, nom réservé depuis 2001 à l'Acouchi commun.

## Répartition et habitat
Cette espèce est présente au Guyana, au Suriname, en Guyane et au Brésil. Elle vit dans la forêt tropicale humide de basse altitude.

## Nomenclature et systématique
L'espèce a été décrite pour la première fois en 1777 par le naturaliste allemand Johann Christian Erxleben (1744-1777).
La classification des espèces du genre Myoprocta a été débattue par les auteurs, hésitant à attribuer l'épithète acouchi tantôt aux espèces dont le pelage a des reflets rouges, tantôt à celles tirant sur le vert ; exilis étant attribué dans ce dernier cas à l'autre espèce. Ceci jusqu'en 2001, quand Voss et al. décidèrent de se baser sur la répartition géographique et non plus sur l'aspect pour nommer les espèces, incluant l'ancienne espèce exilis dans Myoprocta acouchy, l'acouchi dont le pelage est le plus rouge .

### Synonymes
Selon Mammal Species of the World (version 3, 2005)  (7 mai 2013) :
- acuschy (Linnaeus, 1788)
- demararae Tate, 1939
- exilis (Wagler, 1831)
- leptura (Wagner, 1844)